# Mary Harron
Mary Harron (Bracebridge, Ontario; 12 de enero de 1953) es una directora de cine y guionista canadiense. Escribió y dirigió varias películas independientes, entre ellas Yo disparé a Andy Warhol (1996), American Psycho (2000) y The Notorious Bettie Page (2005).

## Biografía

### Primeros años de vida
Mary Harron nació el 12 de enero de 1953 en Bracebridge, Ontario, Canadá.
Harron se mudó a Inglaterra a los 13 años y se graduó con un título en lengua inglesa en la St Anne's College de la Universidad de Oxford.

### Carrera
Comenzó su carrera como periodista siendo una de los fundadores de Punk Magazine, la primera publicación dedicada solamente al punk rock. Harron comenzó su carrera de directora como realizadora de documentales para la BBC  y Channel Four. También realizó seis cortometrajes sobre cultura Pop, incluyendo uno titulado How to Make an Oliver Stone Movie.

## Obra
Su primera incursión cinematográfica en el mundo del cine independiente estadounidense fue con la película biográfica Yo disparé a Andy Warhol en 1996. La película describe la vida de la feminista radical Valerie Solanas, autora del Manifiesto SCUM y protagonista del intento de homicidio contra el artista pop Andy Warhol. La película fue presentada con gran éxito en el Festival de Sundance en el año 1996.
Su siguiente proyecto cinematográfico fue la adaptación al cine de la polémica novela de Bret Easton Ellis American Psycho, el proyecto que ya desde el principio fue tachado de polémico,  levantó una gran controversia debido al contenido violento en exceso de la novela, que hizo que el actor Leonardo DiCaprio, que inicialmente tenía pensado interpretar el papel principal del yupi y asesino en serie Patrick Bateman, rechazara el papel por miedo a ver dañada su imagen pública. Esto forzó a Harron a decantarse por el actor británico Christian Bale.
Sin embargo, los problemas de la película no habían terminado, poco antes su lanzamiento el filme fue calificado como un NC-17 debido a un rechazo de una escena de sexo que implicaba a Bateman y a dos mujeres en situación de prostitución.
Las escenas de violencia gore que contenía el filme pasaron la censura sin problemas y fueron solo las escenas de misoginia las que tuvieron problemas. Harron fue forzada a cortar la escena para asegurar un grado R.
Finalmente la película fue estrenada en los cines obteniendo un moderado éxito de crítica y público. La crítica norteamericana acusó a Harron de moderar en exceso las escenas misóginas contenidas en la novela pero pese a todo, se consideró que había respetado el espíritu de la novela.
El autor del libro, Bret Easton Ellis ha manifestado públicamente su "alivio" por la adaptación, ya que según el autor, sin ser un gran filme, es una buena y digna adaptación de su obra que posee como principal aliciente, un gran trabajo de Christian Bale como personaje principal, un intérprete que para el novelista es ya un gran actor.
Mary Harron ha realizado otros trabajos desde American Psycho, pero hasta la fecha no han tenido la repercusión de sus dos primeros trabajos.

## Filmografía

### Directora
- 2008: Holding Fast (Cortometraje)
- 2006: Big Love (Episodio: "Roberta's Funeral")
- 2005: Six Feet Under (Episodio: The Rainbow of Her Reasons)
- 2005: The Notorious Bettie Page
- 2004: The L Word (Episodio: "Liberally")
- 2000: American Psycho
- 1998: Homicide: Life on the Street (Episodio: "Sins of the Father")
- 1996: Yo disparé a Andy Warhol

### Productora ejecutiva
- 2005: The Notorious Bettie Page
- 2003: The Weather Underground

### Productora
- 2008: Holding Fast

### Guionista
- 2005: The Notorious Bettie Page
- 2000: American Psycho
- 1996: Yo disparé a Andy Warhol